# Rose Mofford
Rose Perica Mofford, née le 10 juin 1922 à Globe (Arizona) et morte le 15 septembre 2016 à Phoenix (Arizona), est une femme politique démocrate américaine.
Elle est la première femme et la 22e gouverneur de l'Arizona entre 1988 et 1991.